# Cercopithecinae
Sous-famille
Les cercopithécinés (Cercopithecinae) forment une sous-famille de singes de l'Ancien Monde au sein de la famille des Cercopithecidae. Ils regroupent des primates comme les cercopithèques, les mangabeys, les babouins ou les macaques.
La plupart des espèces sont endémiques du continent africain à l'exception notable du genre Macaca qui est maintenant principalement présent en Asie.

## Description

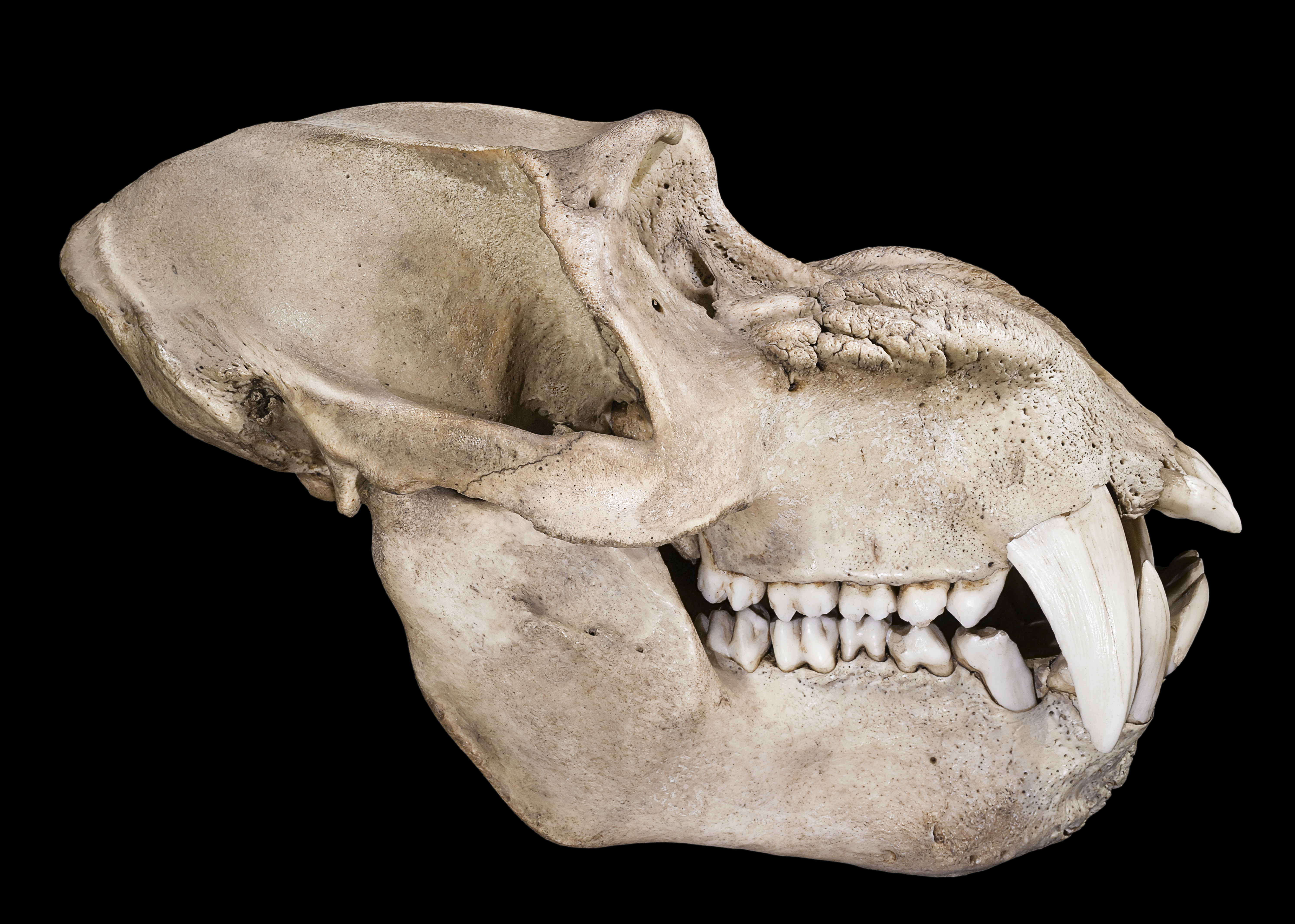
Crâne de mandrill mâle - Muséum de Toulouse

Ces espèces sont caractérisées par la présence d'abajoues et le développement de callosités fessières.
Les abajoues ont plusieurs rôles : elles permettent l'accumulation rapide de fruits dans les arbres, leur stockage temporaire et leur transport. Elles permettent en plus une prédigestion des aliments. Elles contribuent à la protection des singes en leur permettant de s'abriter pour s'alimenter, ce qu'ils font en appuyant sur ces poches buccales avec le dos de la main pour en dénoyauter tranquillement le contenu. Elles augmentent l'efficacité de la dispersion des graines qui, ainsi éloignées des arbres parents, évitent la compétition intraspécifique lors de la germination.

## Classification
Ce taxon de sous-famille a été décrit pour la première fois en 1821 par le zoologiste britannique John Edward Gray (1800-1875).

### Genres actuels
Liste des genres actuels selon ITIS:
- tribu Cercopithecini Gray 1825:
  - genre Allenopithecus Lang, 1923 - le Cercopithèque noir et vert[3],[4]
  - genre Allochrocebus Elliot, 1913 - cercopithèques
  - genre Cercopithecus Linnaeus, 1758 - cercopithèques ou hocheurs[3],[4]
  - genre Chlorocebus Gray, 1870 - singes verts[3] ou vervets[4]
  - genre Erythrocebus Trouessart, 1897 - le Patas ou Singe rouge[3],[4],[5],[6]
  - genre Miopithecus I. Geoffroy Saint-Hilaire, 1842 - talapoins[3],[4] ou miopithèques[6]
- tribu Papionini:
  - genre Cercocebus É. Geoffroy Saint-Hilaire, 1812 - cercocèbes[3],[5]  ou mangabeys[3],[5]
  - genre Lophocebus Palmer, 1903 - cercocèbes[3],[5] ou mangabeys[3],[5], ou plus récemment lophocèbes[7],[8]
  - genre Macaca Lacépède, 1799 - macaques[3],[5]
  - genre Mandrillus Ritgen, 1824 - mandrills[3]
  - genre Papio Erxleben, 1777 - babouins ou papions[3],[4],[5]
  - genre Rungwecebus Davenport et al., 2006 - le Kipunji[9],[10]
  - genre Theropithecus I. Geoffroy Saint-Hilaire, 1843 - le Gélada[3],[4]